# Fort Madison
Fort Madison è un comune degli Stati Uniti d'America, situato in Iowa, nella contea di Lee, della quale è anche uno dei due capoluoghi insieme a Keokuk.
Qua nacque il giocatore di baseball e cestista Dick Klein.